# Карантинний острів
Каранти́нний острів — острів у пониззі Дніпра, входить до складу земель Херсонської міської ради. Нині на території острова розташований мікрорайон Корабел.

## Історія
Майже три століття тому на острові Кошовому (нині Карантинний острів), де тепер міські вулиці та парки, існували зимівники запорозьких козаків.
За часів заснування Херсона та будівництва корабельні на Карантинному острові було вирішено облаштувати митницю, карантинний будинок та пакгаузи, вирити канали для проходу суден. Відтоді усі судна, що прибували в місто морським шляхом, проходили тут місячний карантин. Комендантом карантину й митного поста в 80-х роках XVIII століття був грек, лейтенант кавалерії Георгій Бау.
Після російсько-турецької війни 1787–1791 років, коли кордони Росії відсунулася на захід, митниця і карантин були перенесені з Херсона до Очакова. Проте життя на острові не припинялося. У 1806 році на Карантинному острові відкрилася купецька верф торгового суднобудування, в 1822 році відкрито перше підприємство з миття овечої шерсті, а в кінці XIX століття тут з'являються лісопильні заводи і склади.
1908 р. на Карантинному острові (навпроти сучасного річкового порту) було відкрито яхт-клуб, у приміщенні якого в 70-х роках ХХ ст. був розміщений завод спортивного інвентарю. Приміщення яхт-клубу, збудоване у 1913 р., зберіглося дотепер у майже незмінному стані.
З 1912 року А. Е. Вадон почав на острові будівництво суднобудівної верфі.
До 1905 року жителів острова налічувалися 182 родини, а в 1911 році тут вже існувало Карантинно-островське міське початкове народне училище.

### Вовномийня на Карантинному острові
Кліматичні умови херсонських степів були сприятливі для розвитку вівчарства, а головний продукт вівчарства — вовна, мала великий попит за кордоном. Проте набагато вище цінувалася мита вовна. Першу вовномийню встановив у 1828 році підприємець Демінітру. Потім виникли ряд інших вовномиєнь: Васала, Аллара та ін. Раціональною постановкою вовномийної справи Херсон зобов'язаний губернаторові Карлу Францовичу Сен-прі (1816–1820), що запросив для цієї справи з Франції фахівця Петра Муллена. Розташування Херсона на березі Дніпра виявилося особливо сприятливим для миття вовни тому, що вода не містила в собі домішок солі, а Карантинний острів за своїм географічним положенням був найзручніший для будівництва вовномийних закладів.

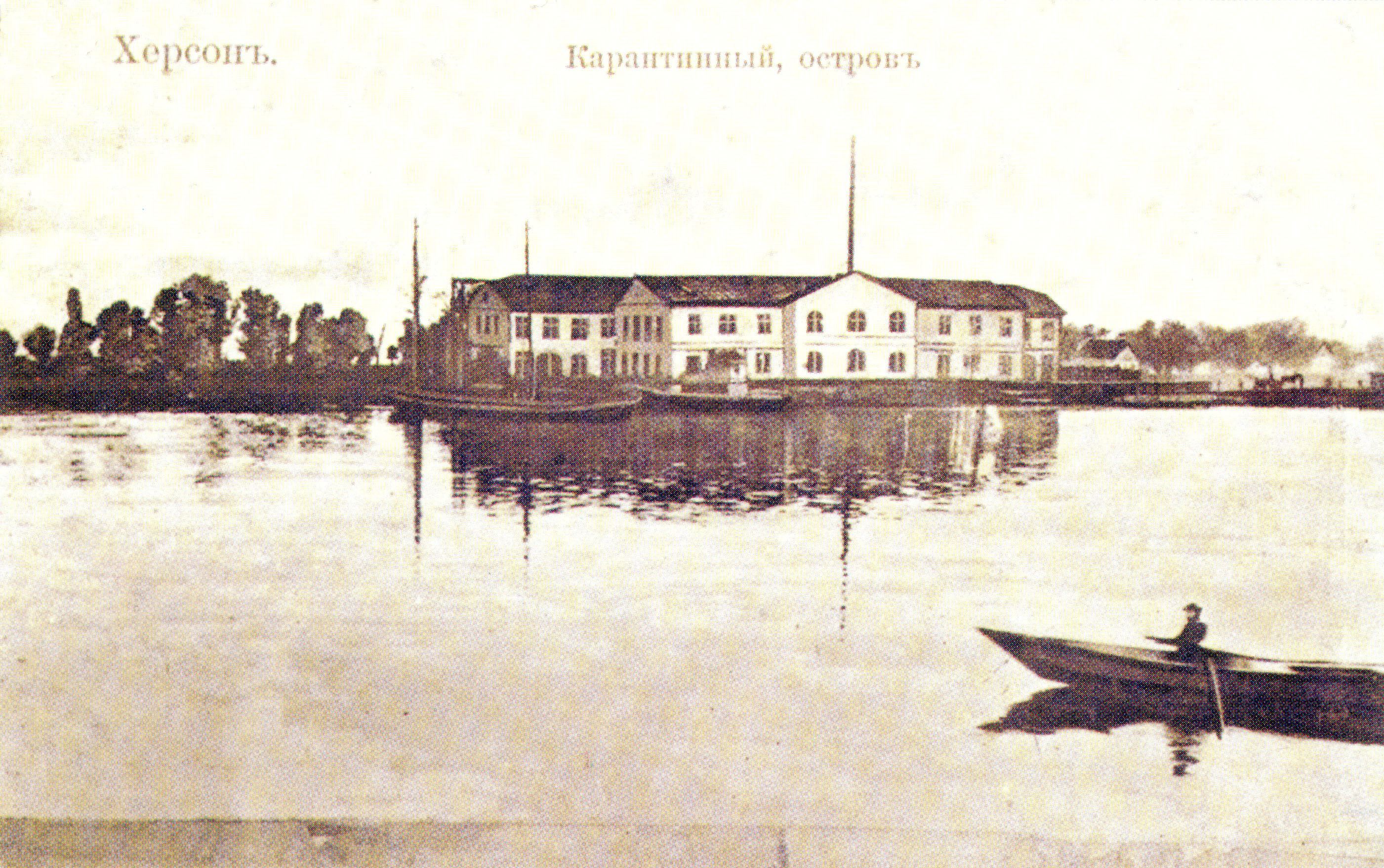
Вовномийня на Карантинному острові, поч. ХХ ст.

Демідов Л. М. у своїх спогадах «Подорож до південної Росії та Криму» писав:
|  | ...Коли вони виїхали, ми сіли обідати, а потім оглядали вовномийний заклад нашого гостинного господаря. Цей заклад розміщений на великому острові, що утворюється рукавами Дніпра і складається з числленних просторих дерев’яних будівель. На горішньому поверсі працюють жінки, що розщипують уже вимиту вовну та розбирають її по сортах; на долішньому поверсі облаштовано безліч комірчин, в кожній з яких зберігається особливого роду вовна. Тут же є прес. Цим пресом уминаються пакунки з вовною. Він складається з простого гвинта, що повертається за допомогою горизонтальних важелів, а тому зовсім не надає тих вигод, які можна мати за допомогою гідравлічного преса. Оглядаючи промивки, ми побачили видовище справді мальовниче, що мало такий відбиток місцевого характеру, що не можна залишити його без опису. Чани, що в них миють вовну, уставлені на великих плотах; коло миття заходяться двісті дівчат від 17 до 20 років, що перебувають під наглядом декількох жінок похилого віку. Ми приходили одразу після обіду, коли робітникам дається відпочинок. У спекотну погоду молоді робітниці, згідно зі звичаєм, що існує тут, використовують час відпочинку на купання; а тому на плотах не було майже нікого. Зате навколо плотів, по річці, було розсіяно безліч дівчат, що плавали, покинувши на березі весь свій одяг — мабуть, щоб їм не важко було плисти. Утім, видовище це нікого не дивувало, окрім нас; тут жінки аніскільки не соромляться купатися разом з чоловіками, і це зовсім не шкодить їхній моральності |

З 18 вовномиєнь, що існували в 50-х роках XIX ст. в Херсонській губернії, 10 працювало в Херсоні. У 1846 році в Херсоні було 9 вовномиєнь, виробництво яких обчислювалося 568 тис. крб., а кількість вовни, що промивалася, доходила до 200 тис. пудів. У роботах брали участь до 3 тис. осіб. У 1856 році на 10 вовномийнях вимивалося вовни на 1,124 млн крб, а в 1861 році — на 1,720 млн крб. На початку розвитку вовномийної справи підприємцям доводилося стикатися з нестачею робочих рук, не через те, що їх не було, а тому, що місцевому населенню цей рід роботи був незвичний. Підприємцям довелося вживати всяких принад, на зразок суспільних святкувань перед відкриттям і закриттям робіт за свій кошт, щоб залучити робочу силу. Пізніше за святкування були скасовані, бо попит на робочих значно перевищив пропозицію, що спричинило зниження заробітної плати. Роботи продовжувалися з середини квітня до вересня включно. До кінця XIX ст. число вовномиєнь значно зменшилось.
До 1895 р. їх залишилося тільки 3, де працювали 24 людини.

### Лісопильні заводи на Дніпрі
Торгівля лісом з кінця XVIII ст. стала одним з головних напрямів економічного розвитку міста Херсона. Відсутність лісів навколо міста, нестача будівельного та корабельного лісу, викликали необхідність сплаву лісових матеріалів з верхів'їв Дніпра. Щороку ранньою весною, із закінченням льодоходу, з лісових придніпровських губерній до Херсона сплавляли навантажені різними товарами плоти і барки, що долали пороги під час повені. До заснування Херсона крайнім пунктом лісової торгівлі на Дніпрі був Кременчук. Своїм значенням він поступився Херсону, куди почали сплавляти крупний ліс. Спочатку ліс переправлявся з Херсона за кордон, а корабельний ліс, після задоволення місцевих потреб для Чорноморського флоту, вивозився до Франції. З виникненням міст Миколаєва та Одеси ліс спрямувався до цих нових портів, а вже звідти — за кордон.
Розвиток лісової промисловості викликала необхідність будівництва в Херсоні лісопильних заводів. Перший з них був збудований в 1851 р. купцем Готроном. У 1857 р. на цьому заводі було розпилено лісу на 30 тис. крб. У 1859 р. купці брати Вайнштейн збудували другий лісопильний завод. Паралельно з цими заводами практикувалося розпилювання колод артілями в не меншому, ніж раніше, розмірі. У 1861 р. на обох лісопилках розпилено лісу на 122 тисячі рублів. Ліс використовувався, головним чином, на будівництві вітрильних та невеликих парових суден на Херсонській купецькій верфі. Остання знаходилася на Карантинному острові й, на три версти вздовж берегу р. Кошової були влаштовані стапелі для будівництва суден. У Херсоні також заготовлювався ліс для Миколаївської верфі.
З 1857 р. починається поступовий занепад лісової торгівлі. У 1857 р. зареєстровано прибулих суден та плотів 980, в 1860 р. — 689, і в 1862 р. — 599. Проте, не зважаючи на поступовий занепад лісової торгівлі, в Херсоні продовжують будуватися нові лісопильні заводи, зокрема, в 1869 р. — Куліковського, в 1870 р. — Шехтера та ін., які давали заробіток значному числу місцевих жителів. В кінці XIX ст. лісопильні заводи Рабиновича, Вайнштейна, Куліковського, Шульца та лісові підприємства Валика, Любліна, Когана і Грінзайда входили до числа найбільших підприємств Херсона. З відкриттям залізниці в 1907 р. сплав лісу по Дніпру практично припинився, а кількість лісопильних заводів скоротилася до необхідного Херсону мінімуму.

## Сучасність
У 1967 р. на території острова почалося будівництво мікрорайону «Корабел».

### Підприємства
У теперішній час на території Карантинного острова розташовані гіганти української промисловості:
- ВАТ «Херсонський суднобудівний завод»
- ХДЗ «Паллада»
- ВАТ «Херсонський судноремонтий завод ім. Куйбишева»
- Херсонський суднобудівний судноремонтний завод ім. Комінтерну
- ЗАТ «Южмормонтаж»
- Завод АнтоРус